# Tinga (ur. 1990)
Luiz Otávio Santos de Araújo (ur. 12 października 1990) – brazylijski piłkarz występujący na pozycji pomocnika.

## Kariera piłkarska
Od 2009 roku występował w Ponte Preta, SE Palmeiras, Ceará, Figueirense, Avaí FC, Júbilo Iwata, Suphanburi, Joinville i CRB.